# Newcastle-under-Lyme (circonscription britannique)
Circonscription parlementaire de la Chambre des communes
La circonscription de Newcastle-under-Lyme est une circonscription situé dans le Staffordshire et représenté dans la Chambre des communes du Parlement britannique.

## Géographie
La circonscription comprend :
- La ville de Newcastle-under-Lyme
- Les villages et paroisses civiles de Keele (en), Audley (en), Betley, Bignall End, Bradwell, Red Street, Staffordshire, Apedale, Porthill, Silverdale, Alsagers Bank et Scot Hay
- Les quartiers de Crackley, Dimsdale, Cross Heath, May Bank, Westlands et Clayton

## Députés
Les Members of Parliament (MPs) de la circonscription sont :
La circonscription apparue en 1354 et fut représentée par George Hay (1768-1779), George Waldegrave (1774-1780), George Leveson-Gower (1779-1784), John Leveson-Gower (1790-1792), William Egerton (1792-1802), Earl Gower (1812-1815), Robert John Wilmot (1818-1830), Evelyn Denison (1823-1826), Edmund Buckley (1841-1847)  .
Depuis 1885
| Législature          | Années       | Député           | Député                 | Parti        |
| -------------------- | ------------ | ---------------- | ---------------------- | ------------ |
| Newcastle-under-Lyme |              |                  |                        |              |
| 23e                  | 1885–1886    |                  | William Shepherd Allen | Libéral      |
| 24e                  | 1886–1892    |                  | Douglas Harry Coghill  | Conservateur |
| 25e                  | 1892–1895    |                  | William Allen          | Libéral      |
| 26e                  | 1895–1899    |                  | William Allen          | Libéral      |
| 27e                  | 1900–1906    |                  | Alfred Seale Haslam    | Conservateur |
| 28e                  | 1906–1910    |                  | Josiah Wedgwood        | Libéral      |
| 29e                  | 1910–1910    |                  | Josiah Wedgwood        | Libéral      |
| 30e                  | 1910–1918    |                  | Josiah Wedgwood        | Libéral      |
| 31e                  | 1918–1919    |                  | Josiah Wedgwood        | Libéral      |
| 31e                  | 1919-1922    |                  | Josiah Wedgwood        | Travailliste |
| 32e                  | 1922–1923    |                  | Josiah Wedgwood        | Travailliste |
| 33e                  | 1923–1924    |                  | Josiah Wedgwood        | Travailliste |
| 34e                  | 1924–1929    |                  | Josiah Wedgwood        | Travailliste |
| 35e                  | 1929–1931    |                  | Josiah Wedgwood        | Travailliste |
| 36e                  | 1931–1935    |                  | Josiah Wedgwood        | Travailliste |
| 37e                  | 1935–1942    |                  | Josiah Wedgwood        | Travailliste |
| 37e                  | 1942-1945    | John Mack        |                        | Travailliste |
| 38e                  | 1945–1950    | John Mack        |                        | Travailliste |
| 39e                  | 1950–1951    | John Mack        |                        | Travailliste |
| 40e                  | 1951–1955    | Stephen Swingler |                        | Travailliste |
| 41e                  | 1955–1959    | Stephen Swingler |                        | Travailliste |
| 42e                  | 1959–1964    | Stephen Swingler |                        | Travailliste |
| 43e                  | 1964–1966    | Stephen Swingler |                        | Travailliste |
| 44e                  | 1966–1969    | Stephen Swingler |                        | Travailliste |
| 44e                  | 1969-1970    | John Golding     |                        | Travailliste |
| 45e                  | 1970–1974    | John Golding     |                        | Travailliste |
| 46e                  | 1974–1974    | John Golding     |                        | Travailliste |
| 47e                  | 1974–1979    | John Golding     |                        | Travailliste |
| 48e                  | 1979–1983    | John Golding     |                        | Travailliste |
| 49e                  | 1983–1986    | John Golding     |                        | Travailliste |
| 49e                  | 1986-1987    | Llin Golding     |                        | Travailliste |
| 50e                  | 1987–1992    | Llin Golding     |                        | Travailliste |
| 51e                  | 1992–1997    | Llin Golding     |                        | Travailliste |
| 52e                  | 1997–2001    | Llin Golding     |                        | Travailliste |
| 53e                  | 2001–2005    | Paul Farrelly    |                        | Travailliste |
| 54e                  | 2005–2010    | Paul Farrelly    |                        | Travailliste |
| 55e                  | 2010–2015    | Paul Farrelly    |                        | Travailliste |
| 56e                  | 2015–2017    | Paul Farrelly    |                        | Travailliste |
| 57e                  | 2017–2019    | Paul Farrelly    |                        | Travailliste |
| 58e                  | 2019–Présent |                  | Aaron Bell             | Conservateur |

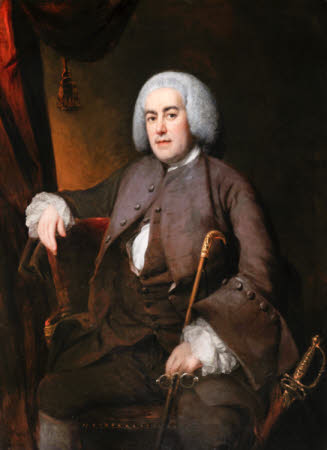
George Hay (1768-1779)
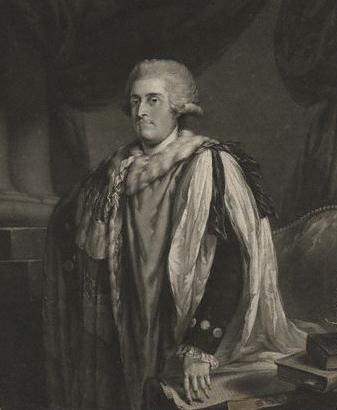
George Waldegrave (1774-1780), par Richard Earlom
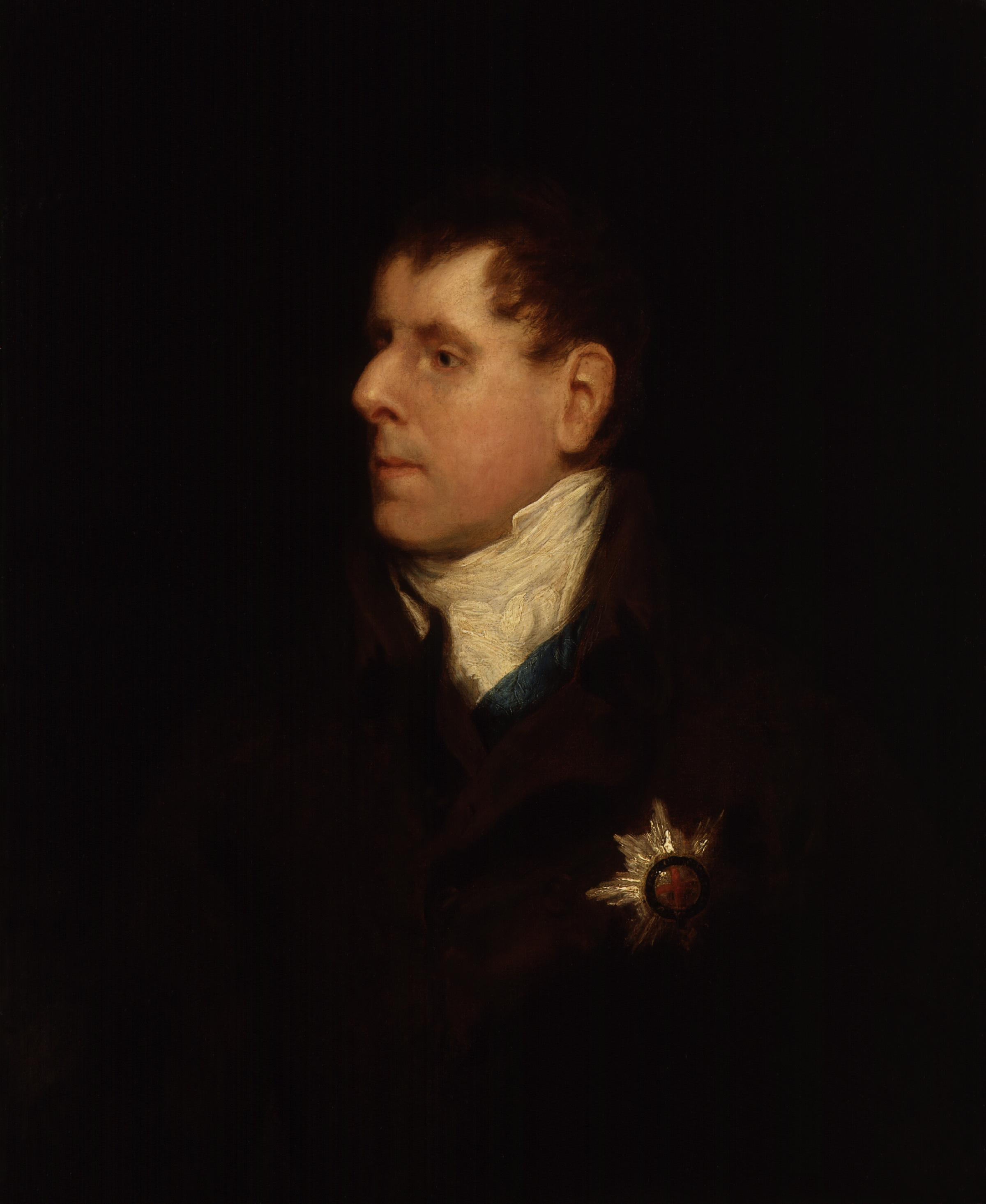
George Leveson-Gower (1779-1784), par Thomas Phillips
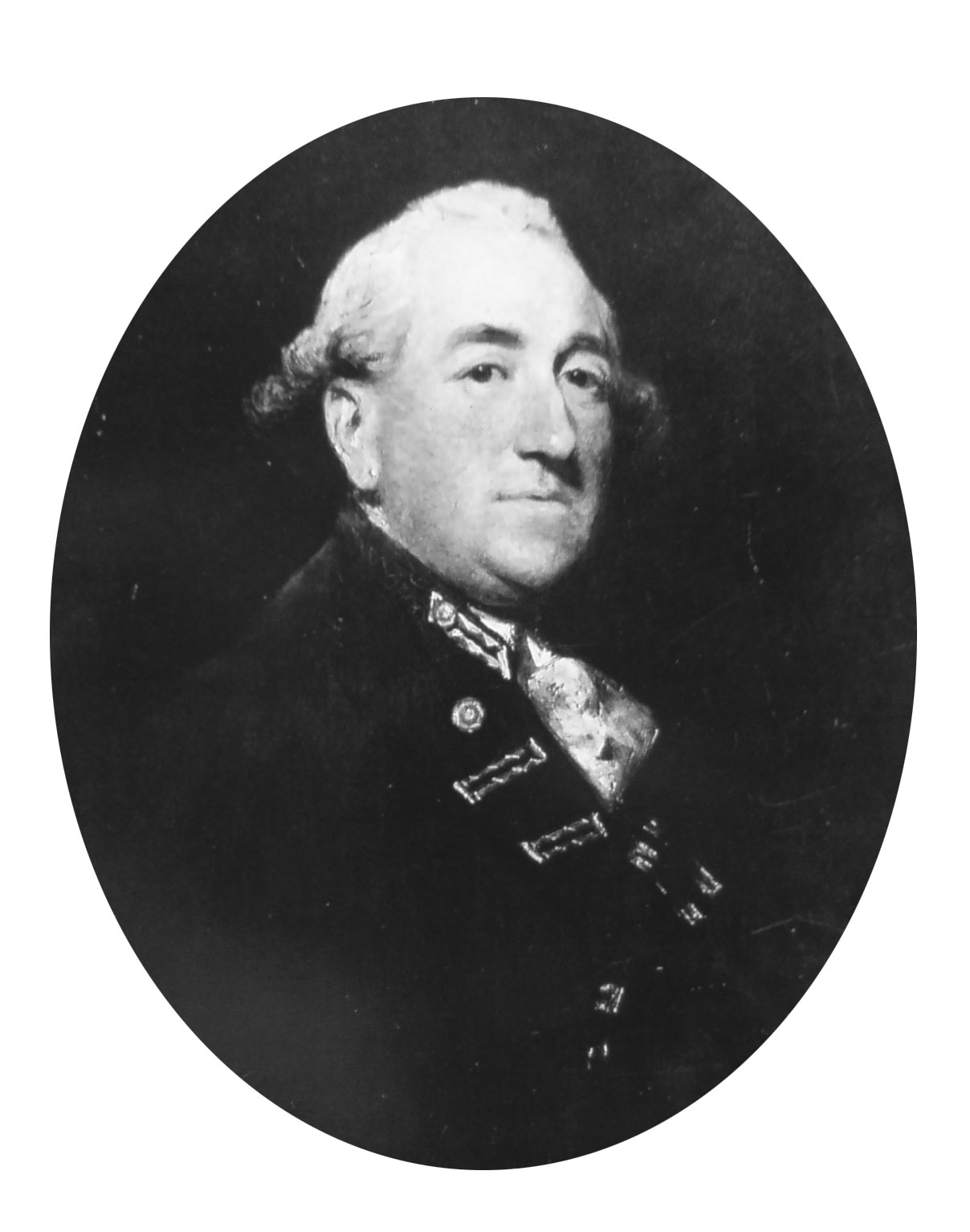
John Leveson-Gower (1790-1792)
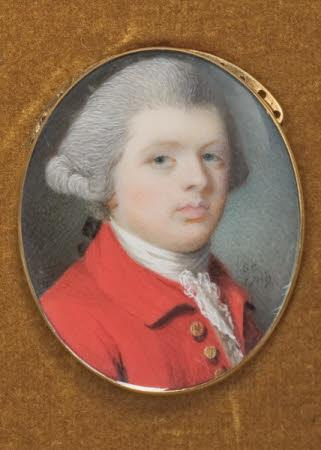
William Egerton (1792-1802), par Samuel Cotes
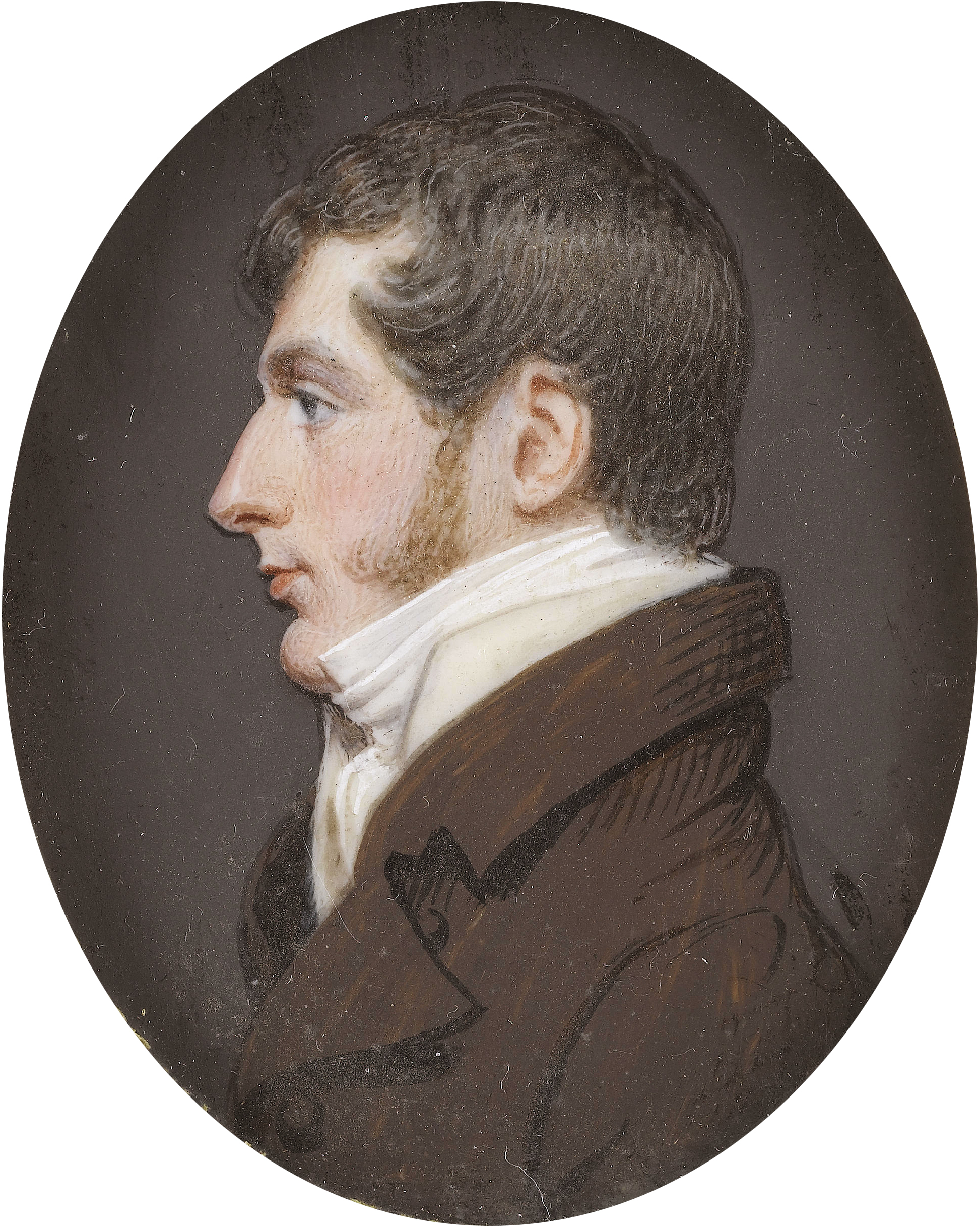
Earl Gower (1812-1815)
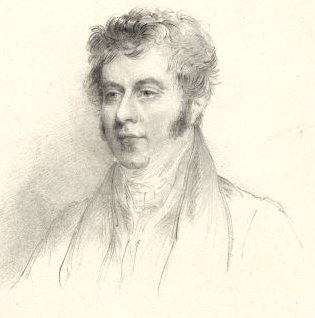
Robert John Wilmot (1818-1830)
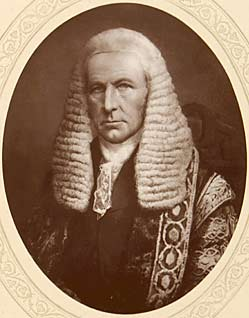
Evelyn Denison (1823-1826)
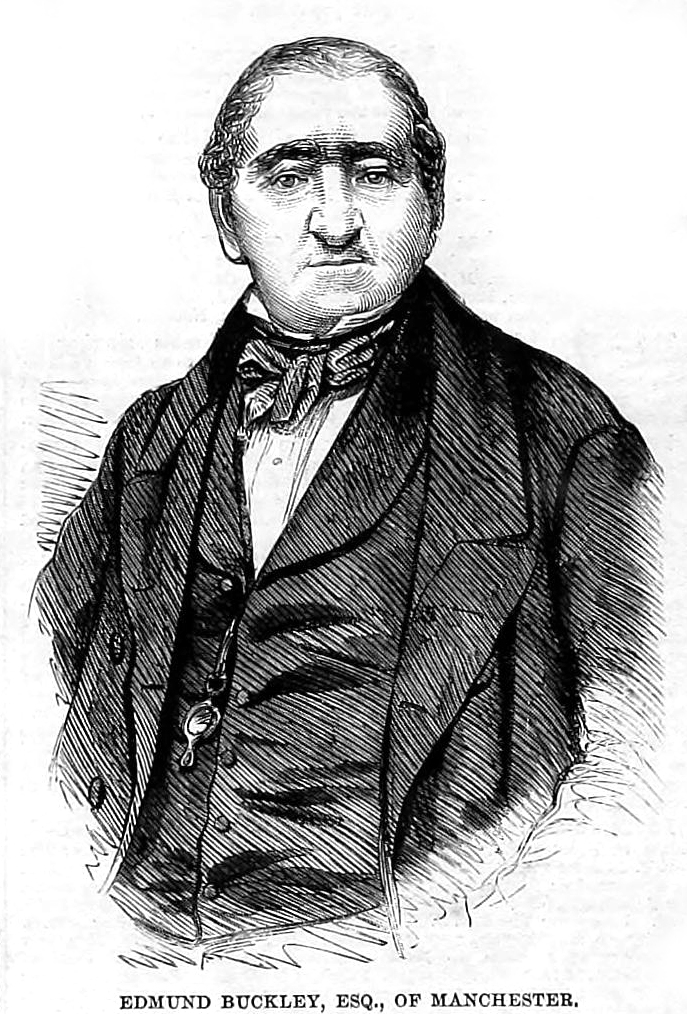
Edmund Buckley (1841-1847)
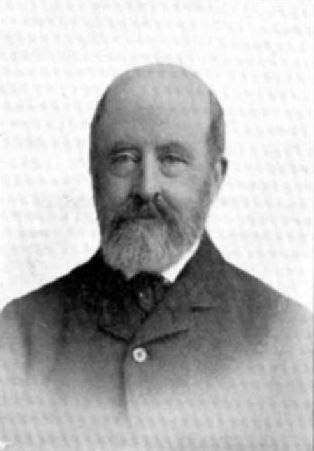
William Shepherd Allen (1865-1886)
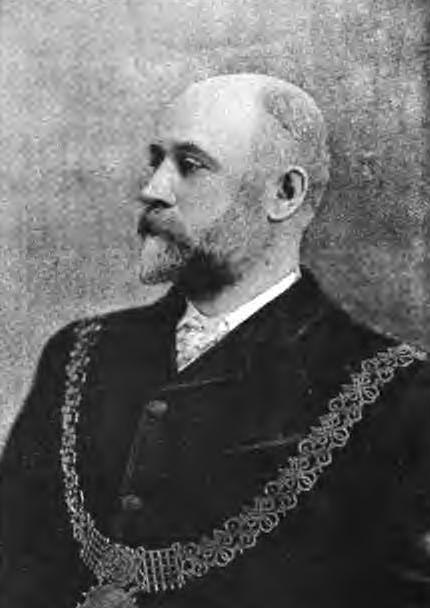
Alfred Seale Haslam (1900-1906)
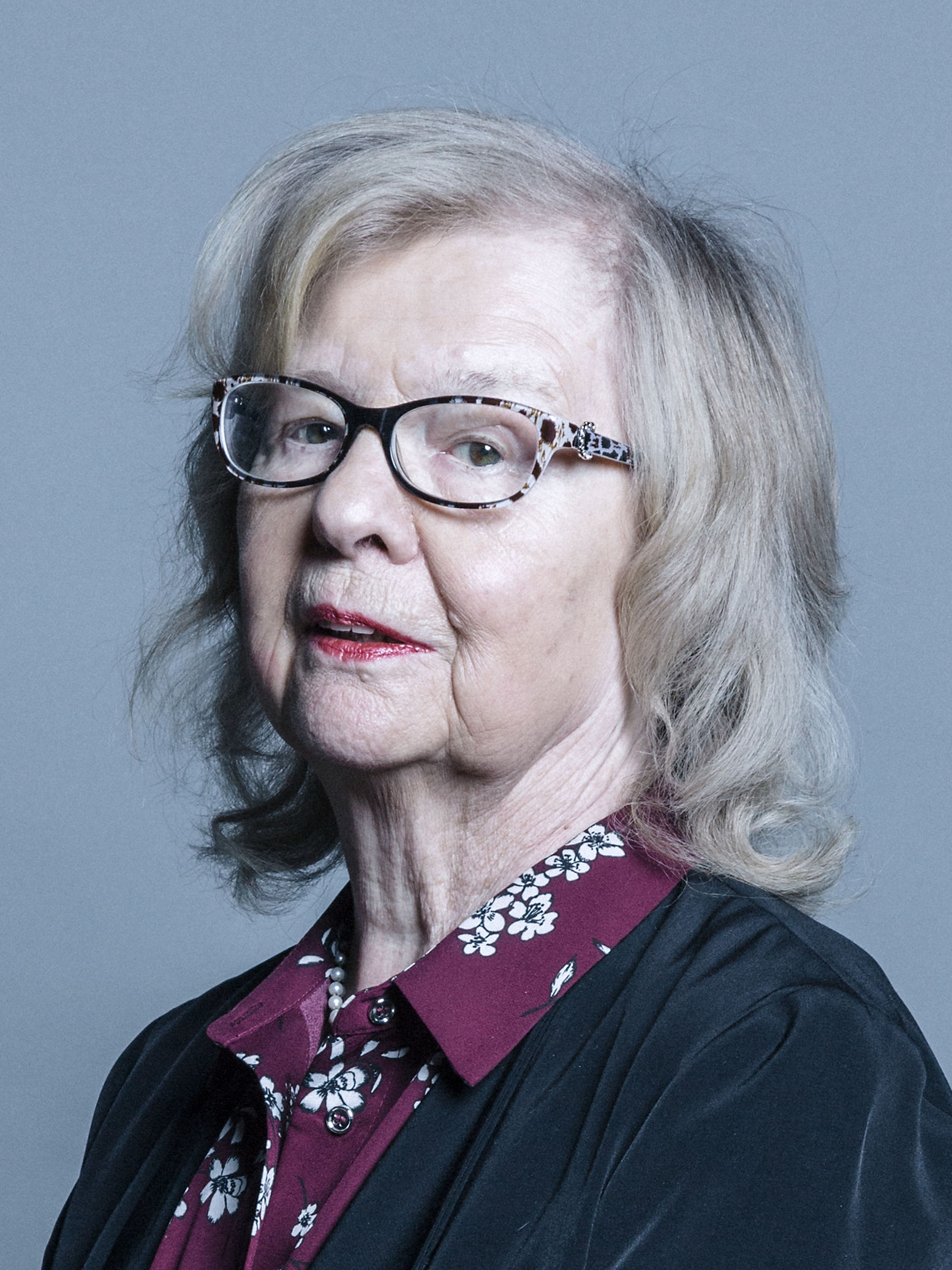
Llin Golding (1986-2001)
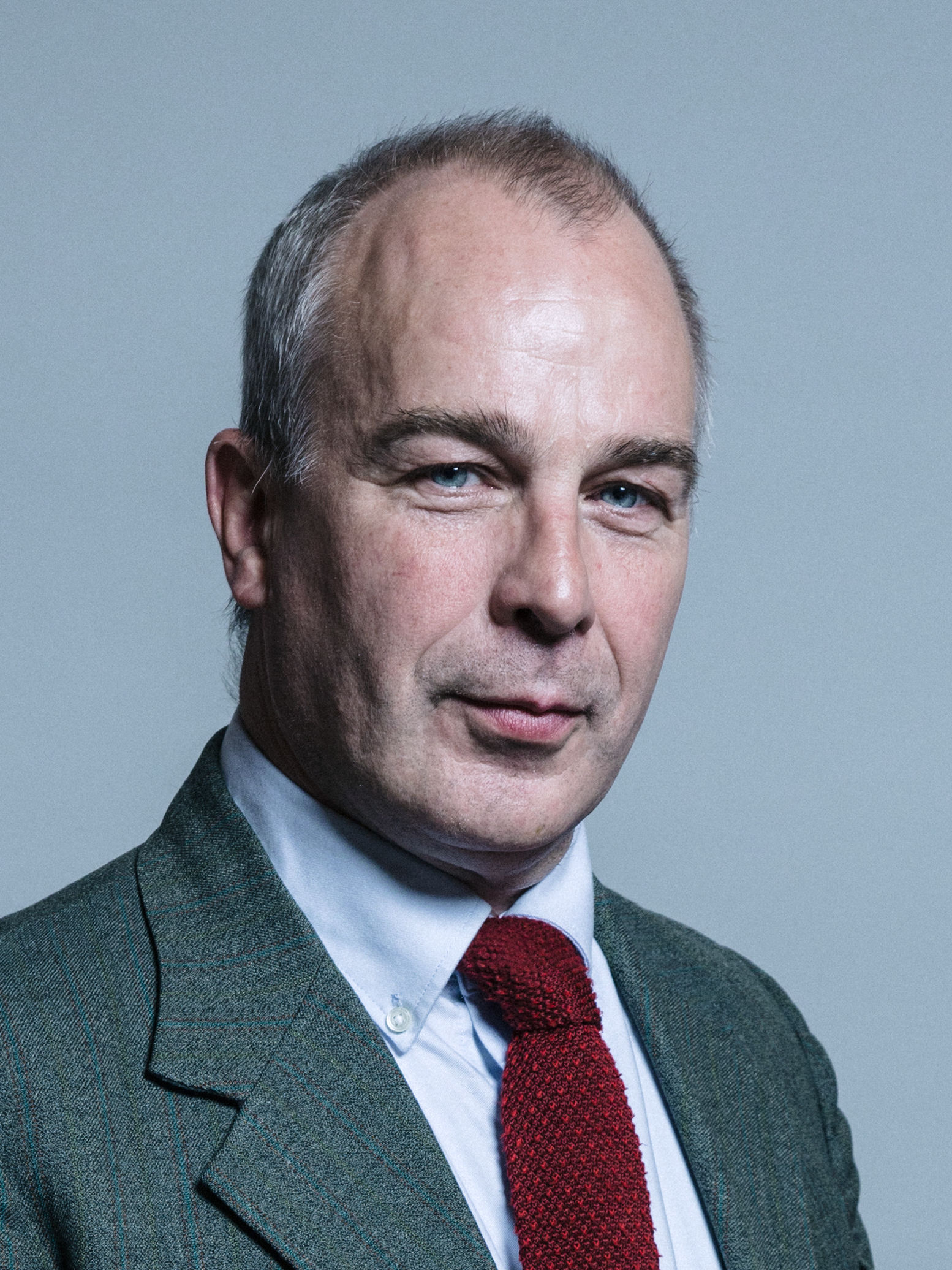
Paul Farrally (2001-2019)